# Ibalonius impudens
Ibalonius impudens is een hooiwagen uit de familie Podoctidae. De originele naamcombinatie (protoniem) is Ibalonius impudens Loman, 1906. De huidige (vanaf 2023) geldig wetenschappelijke naam van Ibalonius impudens gaat terug naar Jan Cornelis Christiaan Loman. (Maar zie wat historische verwarring met wat er werd Ibalonianus impudens (Roewer, 1923).